# 大不列顛的阿米莉亞公主
愛蜜莉亞公主（英語：Amelia Sophia Eleanor，1711年6月10日—1786年10月31日），大不列顛國王喬治二世的次女。

## 生平
1714年，安妮女王去世，愛蜜莉亞的祖父格奧爾格·路德維希成為大不列顛國王喬治一世。同年，愛蜜莉亞跟著家人移居英格蘭。
愛蜜莉亞相當熱衷於公益活動，曾多次捐款至不同的慈善機構。她也是里奇蒙公園以及卡文迪什廣場的所有權人。